# Illaenus
Illaenus är ett fossilt släkte av trilobiter.
De hade stor, välvd, mer eller mindre halvcirkelformig, glatt huvudsköld och stjärtsköld av likartat utseende. Kroppsaxeln är vanligen otydligt avgränsad på huvud och stjärt, 8–10 kroppssegment och vanligen små ögon. Illaenus förekommer rikligt i avlagringar från ordovicium och silur runt om på jorden.